# Sympetrum anomalum
Sympetrum anomalum är en trollsländeart som beskrevs av James George Needham 1930. Sympetrum anomalum ingår i släktet ängstrollsländor, och familjen segeltrollsländor. Inga underarter finns listade i Catalogue of Life.